# Leon Dajaku
Leon Dajaku (Waiblingen, 12 de abril de 2001) es un futbolista alemán que juega en la demarcación de delantero para el Sharjah F. C. de la UAE Pro League.

## Biografía
Tras formarse como futbolista en el VfB Stuttgart, finalmente en 2018 debutó con el primer equipo, llegando a disputar dos jornadas de liga. Tras un breve descenso al segundo equipo, se marchó traspasado a la disciplina del Bayern de Múnich, donde en 2019 debutó con el segundo equipo. Permaneció en el equipo reserva durante unos meses, hasta que el 21 de diciembre de 2019 debutó con el club en la jornada 17 contra el VfL Wolfsburgo. Siguió jugando con el filial, con el que se proclamó campeón de la 3. Liga, y el 16 de enero de 2021 se marchó cedido al F. C. Union Berlin. El equipo ejerció la opción de compra que contemplaba la cesión, aunque no se quedó en él la temporada 2021-22 ya que fue cedido al Sunderland A. F. C., con el que logró el ascenso a la EFL Championship antes de firmar un contrato por dos años. Jugó diez partidos en esta categoría y en enero de 2023 fue prestado al F. C. St. Gallen. Una vez finalizó la cesión no regresó a Inglaterra ya que en junio fichó por el H. N. K. Hajduk Split. Con este equipo disputó 38 encuentros y en enero de 2025 rescindió su contrato.

## Clubes
| Club                      | País       | Año       | Partidos | Goles |
| ------------------------- | ---------- | --------- | -------- | ----- |
| VfB Stuttgart             | Alemania   | 2018-2019 | 2        | 0     |
| VfB Stuttgart II          | Alemania   | 2019      | 2        | 0     |
| Bayern de Múnich II       | Alemania   | 2019-2021 | 43       | 8     |
| Bayern de Múnich          | Alemania   | 2019-2021 | 3        | 0     |
| F. C. Union Berlin        | Alemania   | 2021      | 2        | 0     |
| Sunderland A. F. C.       | Inglaterra | 2021-2023 | 37       | 4     |
| F. C. St. Gallen (cedido) | Suiza      | 2023      | 13       | 0     |
| H. N. K. Hajduk Split     | Croacia    | 2023-2025 | 38       | 4     |
| Sharjah F. C.             | EAU        | 2025-     | 2        | 0     |

## Palmarés

### Campeonatos nacionales
| Título     | Club                | País     | Año     |
| ---------- | ------------------- | -------- | ------- |
| Bundesliga | Bayern de Múnich    | Alemania | 2019-20 |
| 3. Liga    | Bayern de Múnich II | Alemania | 2019-20 |